# Madroñal
Madroñal település Spanyolországban, Salamanca tartományban. Madroñal Monforte de la Sierra, Cepeda, Sotoserrano, Herguijuela de la Sierra és La Alberca községekkel határos. Lakosainak száma 135 fő (2024).

## Népesség
A település népessége az elmúlt években az alábbi módon változott:
| Lakosok száma | 176  | 165  | 161  | 156  | 158  | 157  | 146  | 142  | 140  | 135  |
|               | 2001 | 2004 | 2007 | 2009 | 2012 | 2014 | 2017 | 2019 | 2022 | 2024 |